# Hochschule für Forstwirtschaft Rottenburg
Die Hochschule für Forstwirtschaft Rottenburg (kurz HFR; englisch University of Applied Forest Sciences Rottenburg) ist eine staatliche Hochschule für angewandte Wissenschaften in Rottenburg am Neckar in Baden-Württemberg. Sie ist Gründungsmitglied im 2022 errichteten Promotionsverband der Hochschulen für angewandte Wissenschaften Baden-Württemberg.

## Profil
Die Hochschule entwickelt in ihren Studiengängen branchenübergreifende Lösungen in den Bereichen Forstwirtschaft, Holzwirtschaft, Natur- und Umweltschutz, Landschaftsplanung, Wassermanagement, nachhaltiges Regionalmanagement, ressourceneffizientes Bauen und Erneuerbare Energien. In der Wissens- und Kompetenzvermittlung steht die stoffliche und energetische Nutzung nachwachsender Rohstoffe und der verantwortungsvolle Umgang mit knappen Ressourcen im Vordergrund.
Die Hochschule für Forstwirtschaft (HFR) erhielt erstmals im Februar 2006 das Prädikat Offizielles Projekt der Weltdekade „Bildung für nachhaltige Entwicklung“ durch die Deutsche UNESCO-Kommission. Die Weltdekade ist ein Projekt der Vereinten Nationen mit dem Ziel, die Werte und Prinzipien der nachhaltigen Entwicklung in der Erziehung und Bildung weltweit zu integrieren. Das Projekt begann 2005 und endete 2014. Das Prädikat „Offizielles Projekt der Weltdekade“ wird für zwei Jahre vergeben. 2014 entschied die Deutsche UNESCO-Kommission, dass die HFR nach 2006, 2008, 2010 und 2012 auch für das Jahr 2014 Projekt der Weltdekade bleibt. Damit gehört die HFR zu den 16 Institutionen und ist deutschlandweit einzige Hochschule/Universität, die seit 2006 lückenlos von der UNESCO ausgezeichnet wurden. Die HFR war von 2006 bis 2014 offizielles UNESCO-Dekadeprojekt.
Außerdem gewann sie beim Hochschulwettbewerb „Exzellenzstrategien“ für kleinere und mittlere Hochschulen, der durch den Stifterverband für die Deutsche Wissenschaft und die Heinz Nixdorf Stiftung ausgeschrieben wird.
Die Hochschule für Forstwirtschaft Rottenburg bietet neben Bachelor- und Masterstudiengänge ein kooperatives Doktorat mit ausgewählten Universitäten an.

## Geschichte
1954 gründete das Land Baden-Württemberg im Schadenweilerhof bei Rottenburg eine Forstschule, die 1979 in die Fachhochschule für Forstwirtschaft umgewandelt wurde. Zunächst diente die Fachhochschule nur als „verwaltungsinterne Ausbildungsstätte“ für Forstbeamte des gehobenen Forstdienstes der Länder Baden-Württemberg, Rheinland-Pfalz, Saarland und der Bundesvermögensverwaltung. Seit 1995 ist die Hochschule öffentlich zugänglich.

### Schadenweiler Hof

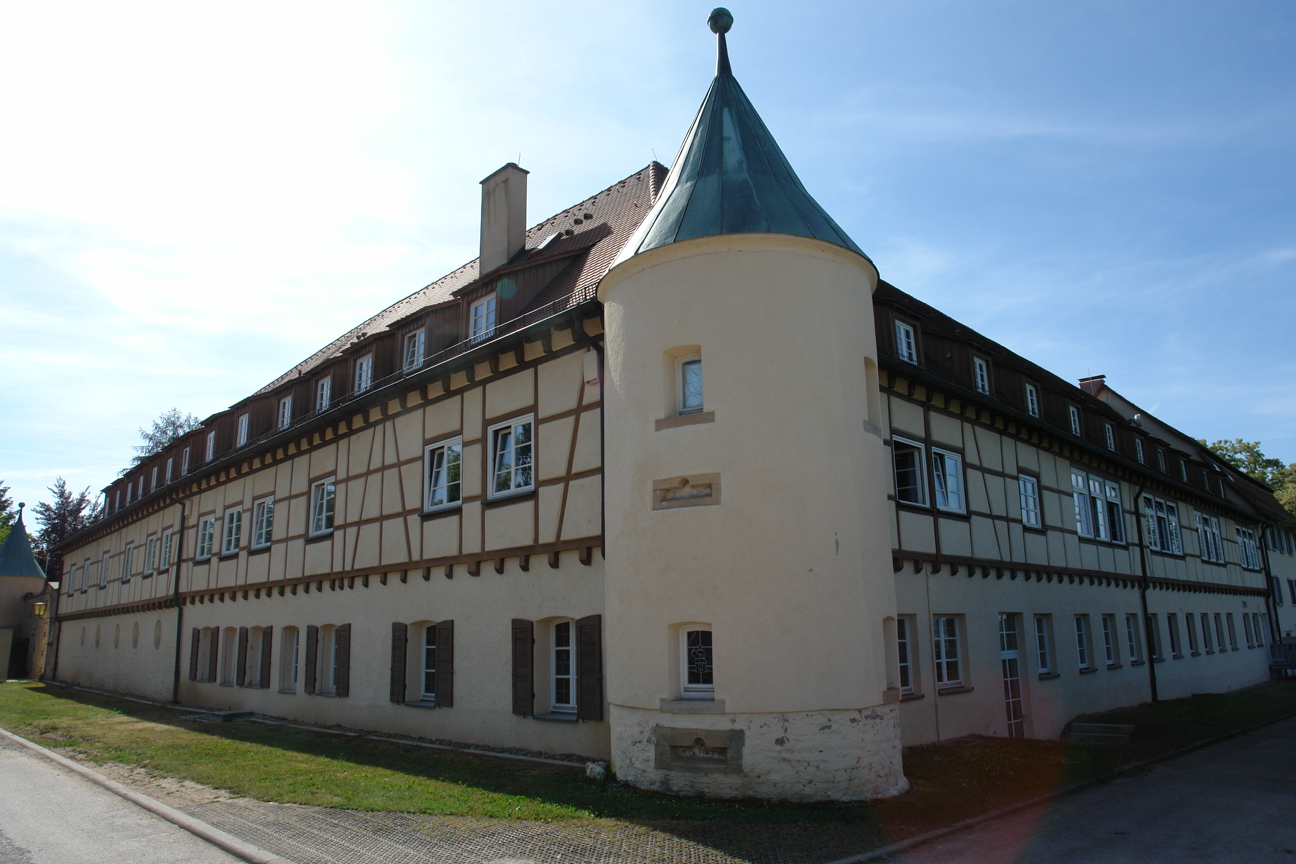
Schadenweiler Hof

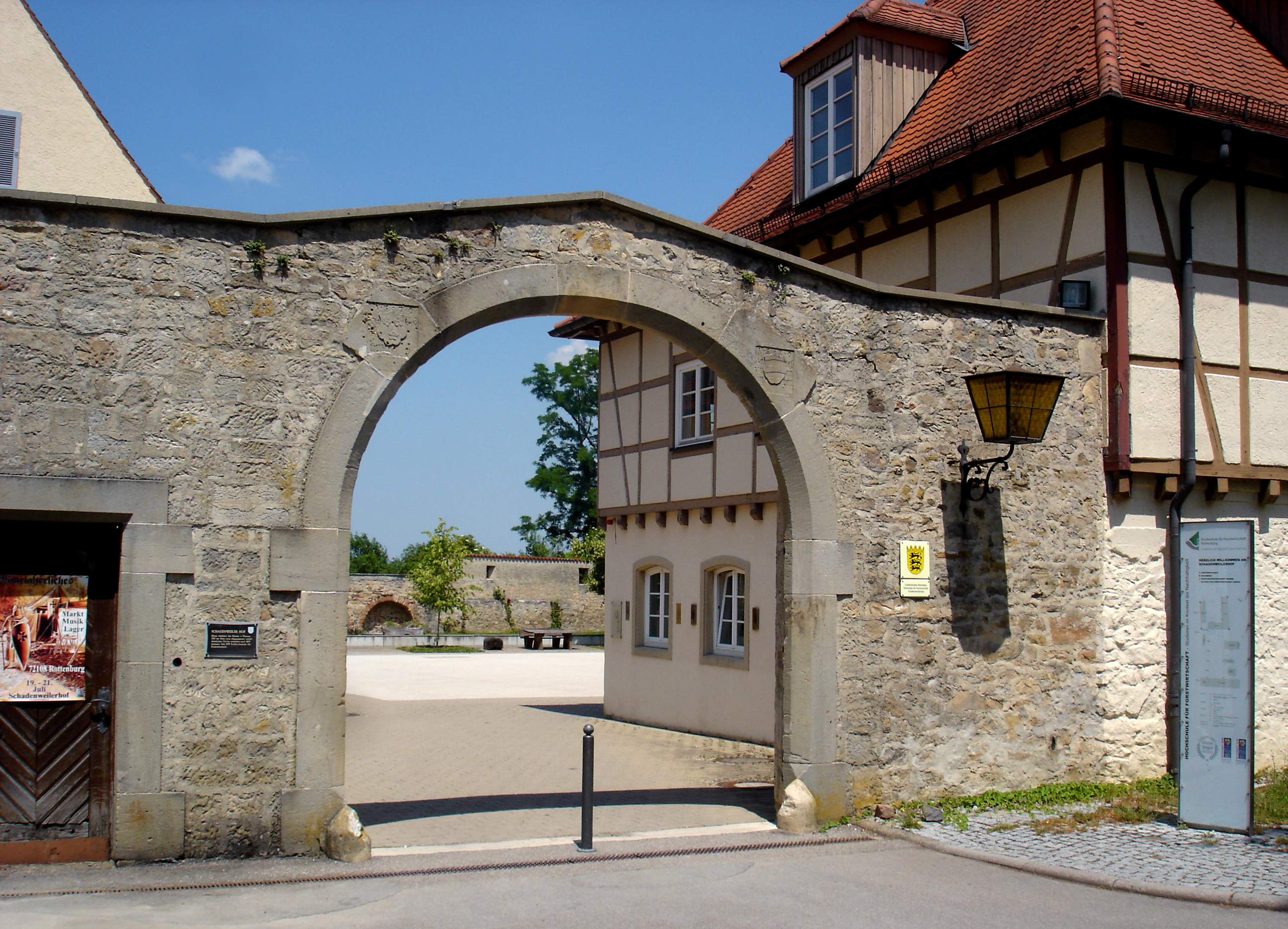
Schadenweiler Hof, Toreinfahrt

Die Hochschule befindet sich im Schadenweiler Hof, etwa zwei Kilometer südlich der Stadt nahe dem Rammert. Auf dem Gelände befand sich bis ins 15. Jahrhundert das Dorf Schadenweiler, das um 1100 dem Kloster Hirsau gestiftet wurde. Das Dorf verschwand im 15. Jahrhundert. 1570 wurde auf der Markung durch die Herren Werner von Themar ein Adelssitz errichtet. Während einer Belagerung wurde der Adelssitz im 17. Jahrhundert fast vollständig zerstört. Später ging er in den Besitz des Spitals und der Stadt Rottenburg über. Der Hof brannte mehrere Male ab.
Während der Zeit des Nationalsozialismus war das SA-Hochschulamt Tübingen Pächter des Hofes. Es wurde eine SA-Sportschule eingerichtet, deren stellvertretender Leiter wurde für kurze Zeit Erich Ehrlinger.
Nach Ende des Zweiten Weltkriegs diente das Gut als Unterkunft für französische Truppen.

## Studiengänge
- B.Sc. Forstwirtschaft
- B.Sc. Erneuerbare Energien
- B.Sc. Ressourcenmanagement Wasser
- B.Sc. Holzwirtschaft
- B.Sc. Nachhaltiges Regionalmanagement
- M.Sc. SENCE (Sustainable Energy Competence, Nachhaltige Energiewirtschaft und -technik)
- M.Sc. Ressourceneffizientes Bauen
- M.Sc. Forstwirtschaft

## Auszeichnungen
- 2006/2007: Projekt der Weltdekade für „Bildung für nachhaltige Entwicklung“
- 2008: Gewinner der Exzellenzinitiative „Profil und Kooperation“
- 2008/2009: Projekt der Weltdekade für „Bildung für nachhaltige Entwicklung“
- 2010/2011: Projekt der Weltdekade für „Bildung für nachhaltige Entwicklung“
- 2012/2013: Projekt der Weltdekade für „Bildung für nachhaltige Entwicklung“
- 2014:      Projekt der Weltdekade für „Bildung für nachhaltige Entwicklung“
- 2016: Fairtrade University

## Alumni
- Peter Wohlleben (* 1964), Förster und Buchautor, ehemaliger Vorsitzender der ANW (Landesgruppe RLP)